# Classe Meko 200
La classe Meko 200 est un groupe de frégates conçu pour divers pays par le chantier naval allemand TKMS, faisant partie de la grande série de type MEKO de navires de guerre polyvalents.

## Variantes
- Type MEKO 200TN :
  - Classe Yavuz  : 4 navires pour la marine turque (1987)
  - Classe Barbaros (type MEKO 200 TN Track II-A) : 2 navires pour la Marine turque (1997)
  - Classe Salih Reis (type MEKO 200 TN Track II-B) : 2 navires pour la Marine turque (1999-2000)
- Type MEKO 200PN:
  - Classe Vasco da Gama : 3 navires pour la marine portugaise (1990)
- Type MEKO 200HN :
  - Classe Hydra : 4 navires pour la Marine grecque (1992)
- Type MEKO 200 ANZ :
  - Classe Anzac : 8 navires  pour la Marine royale australienne (1996) et deux navires pour la Marine royale néo-zélandaise
- Type MEKO A-200SAN :
  - Classe Valour : 4 navires pour la Marine sud-africaine (2006)
- Type MEKO A-200AN : 
  - Classe  El Radi : 2 navires pour la Marine algérienne (2016 et 2017)

## Caractéristiques générales
Longue de 110 à 121 mètres pour un déplacement de 3 000 à 3 500 tonnes en charge, elle met en œuvre plusieurs types d'armement selon les opérateurs. Par exemple 8 missiles antinavires AGM-84 Harpoon, un système de lancement vertical AIM-7 Sparrow, un à trois Phalanx CIWS, un canon de calibre 100 ou 127 mm, ainsi que de 2X3 tubes lance-torpilles de 324 mm et une plateforme pour un ou deux hélicoptères.

## Navires comparables
- Classe Santa María